# Московская живописная школа
Московская живописная школа (или Московская школа живописи) – устойчивое понятие, закрепившееся с конца XIX века в отношении нескольких поколений московских живописцев, тяготевших в своём творчестве к «широкому спектру традиций старого Московского Училища живописи, ваяния и зодчества».

## История
Ко второй половине XIX века Московское училище живописи, ваяния и зодчества стало центром художественных исканий. В разные годы здесь преподавали такие живописцы, как А. Саврасов, И. Прянишников, В. Поленов, В. Перов, В. Серов. Они подготовили плеяду молодых художников, среди которых были И. Левитан, братья С. и К. Коровины, С. Иванов, А. Архипов, М. Нестеров, В. Бакшеев, С. Малютин и многие другие, некоторые из них также преподавали в МУЖВЗ. По мнению Н. А. Дубровиной, «чтобы быть живописцем московской школы, совершенно необязательно было родиться москвичом — творчество коренного москвича Саврасова и провинциала Архипова в равной мере принадлежит московской живописной школе». На формирование личности и раскрытие талантов молодых художников влияла особая атмосфера, созданная педагогами в стенах училища. Она во многом отличалась от духа петербургской Академии художеств.
В 1903 году москвичами — членами Товарищества передвижных художественных выставок было создано творческое объединение «Союз русских художников» (СРХ). Темами для своих картин А. Степанов, К. Коровин, С. Виноградов, С. Жуковский, П. Петровичев, Л. Туржанский, М. Аладжалов, В. Мещерин, составившие ядро московской группы «Союза русских художников», избирали русский пейзаж и сюжеты из жизни народа. Отличительной чертой их произведений стало тяготение к натурному письму и работе на пленэре, умение показать в картине движение, рождённое ветром, течением воды, игру теней. Главным для них стала красота и поэзия родной природы, одухотворенная присутствием человека. Выставки СРХ, проходившие до 1923 года, сформировали представление об отличительных особенностях московской живописной школы и обозначили основные направления, в русле которых в дальнейшем развивалось творчество её многочисленных приверженцев и последователей. Одну из таких характерных особенностей «московской школы» известный ленинградский искусствовед Л. Мочалов образно определил как «бьющий через край восторг колористического жизнеощущения».
После революции выставочная деятельность СРХ продолжалась до 1923 года. После самороспуска СРХ и до образования в 1932 году единого МОСХ преемниками идей Союза русских художников стали такие художественные организации, как АХРР, «Искусство движения», «Маковец», «Объединение художников-реалистов». В 1917 году в Москве по инициативе группы художников, окончивших в разные годы МУЖВЗ, возникло Общество художников московской школы (ОХМШ). Оно объединило свыше 60 художников и просуществовало до 1924 года. Членами ОХМШ и экспонентами его выставок были, в частности, А. М. Герасимов, Е. А. Кацман, Н. Г. Котов, Н. Б. Терпсихоров, М. М. Черемных, А. В. Моравов и другие.
МУЖВЗ стало для московской живописной школы главной кузницей кадров (подобно Академии художеств — для петербургской, позднее — для ленинградской школы живописи). В 1930-е годы эту роль унаследовал МГХИ имени В. И. Сурикова. У истоков его создания стояли такие яркие представители московской живописной школы, как С. Герасимов, И. Э. Грабарь, учителями которого в МУЖВЗ в начале века были С. Иванов и К. Коровин. Восстановление лучших традиций «московской школы», их преемственность связаны с именем И. Э. Грабаря, который в 1937 году стал директором МГХИ. «Так как рисунок был самой сильной стороной „петербургской школы“, И. Э. Грабарь пытался пригласить для преподавания в Москве профессора ленинградской Академии художеств М. Д. Бернштейна и выпускников Д. К. Мочальского и А. А. Деблера. Чувствуя особенности двух основных российских художественных школ, он стремился к их тесному сотрудничеству в целях взаимообогащения».
Свой вклад в формирование московской школы внесли Петр Кончаловский и Илья Машков, Павел Кузнецов и Аристарх Лентулов, Александр Куприн и Николай Крымов, Александр Дейнека и Федор Богородский, Роберт Фальк и Аркадий Пластов.
В вопросе о принадлежности художников к «московской школе» большинство исследователей не ограничиваются кругом МУЖВЗ и СРХ. Так, по мнению Н. А. Дубровиной, «…школа отличается от художественного объединения тем, что в искусстве она полнее выражает, прежде всего, национальный характер и особенности времени… Объединения возникают и изменяются, вливаясь в единый поток художественной жизни, создавая национальную школу, которая переживает столетия. „Товарищество передвижников“ и „Союз русских художников“, „Бубновый валет“ и „Ассоциация художников революционной России“, студия военных художников им. Грекова и Московский Союз художников — все это московская школа. Каждое из этих творческих сообществ привнесло в московскую школу неповторимость и легло прочными кирпичами в её фундамент». Схожей позиции придерживался А. И. Морозов, отмечавший, что и «такие столпы советского художественного официоза, как А. М. Герасимов или Б. В. Иогансон, сами уходят корнями в московскую живописную школу».
К представителям московской школы середины — второй половины XX века относят таких разных мастеров, как Н. Андронов, В. Попков, П. Никонов, Т. Салахов, братья Ткачевы, В. Гаврилов, В. Стожаров, Б. Тальберг, братья Смолины, В. Иванов, Г. Коржев, Д. Жилинский и многих других. Они стали преемниками традиций таких мастеров старших поколений московской школы живописи, как Петр Кончаловский, Илья Машков, А. Шевченко, Аристарх Лентулов, Роберт Фальк, Александр Дейнека, Ю. Пименов, А. Лабас, А. Древин, Д. Штеренберг, Н. Удальцова, А. Родченко, Павел Кузнецов и других.
В целом, по мнению А. Морозова, последователями «московской живописной школы» в середине 1970-х являлась «едва ли не большая часть состоящей почти из тысячи членов московской секции живописи». На практике, полагал А. Морозов, это явление включает в себя «широкий спектр традиций старого Московского Училища живописи, ваяния и зодчества — от своеобразного импрессионизма Союза русских художников до „русского сезанизма“; традиций некогда полярных друг другу, но ныне часто сосуществующих».
Имеют место и расширительные трактовки понятия «московской школы живописи», включающие в него мастеров московской школы древнерусской живописи XIV—XV веков. Например, у Н. Дубровиной встречаем мнение о том, что «художников московской школы, от Рублева и Дионисия до Никонова, Браговского и других наших современников, объединяет ясная нравственная позиция, одухотворенность, чистота и глубина цвета. Духовный и ремесленный опыт, накопленный поколениями живописцев и сосредоточенный в Москве, к настоящему времени сложился в стройную систему художественных и человеческих ценностей».

## Современность
Произведения мастеров московской школы советского и дореволюционного периодов составляют основу фондов живописи крупнейших музеев, включая Русский музей в Санкт-Петербурге и Третьяковскую галерею в Москве. Некоторые музеи выделяют произведения мастеров «московской школы живописи» в особый раздел. По мнению Н. А. Дубровиной, «московская школа сегодня – это не только традиция, не только узкопрофессиональные интересы художников. Национальная идея, определение ценностей нашего времени пересекаются с художественным творчеством современников». Её своеобразие по-прежнему проявляется, прежде всего, в живописности. «Вообще, цвет – самое «московское» свойство школы. Цвет у истинного представителя московской школы – это культ, страсть, это предмет изучения и поклонения. Современные московские художники создают волшебный трепещущий мир, полный жизни и цвета».
Отражением интереса к наследию и современному состоянию московской живописной школы стали групповые и персональные выставки её художников. Среди них «Московская школа живописи. 1870 - 1920-е гг.». (Музей истории Москвы, 2006 год), «Романтики Реализма. Московские живописцы» (Выставочный зал МСХ, 2012), «А. А. Пластов и московская школа живописи» (Ульяновский областной художественный музей, 2014), выставка «Союз русских художников. Сто лет общей истории» (Большой дворец Государственного музея-заповедника «Царицино», 2013) и др.

## Галерея

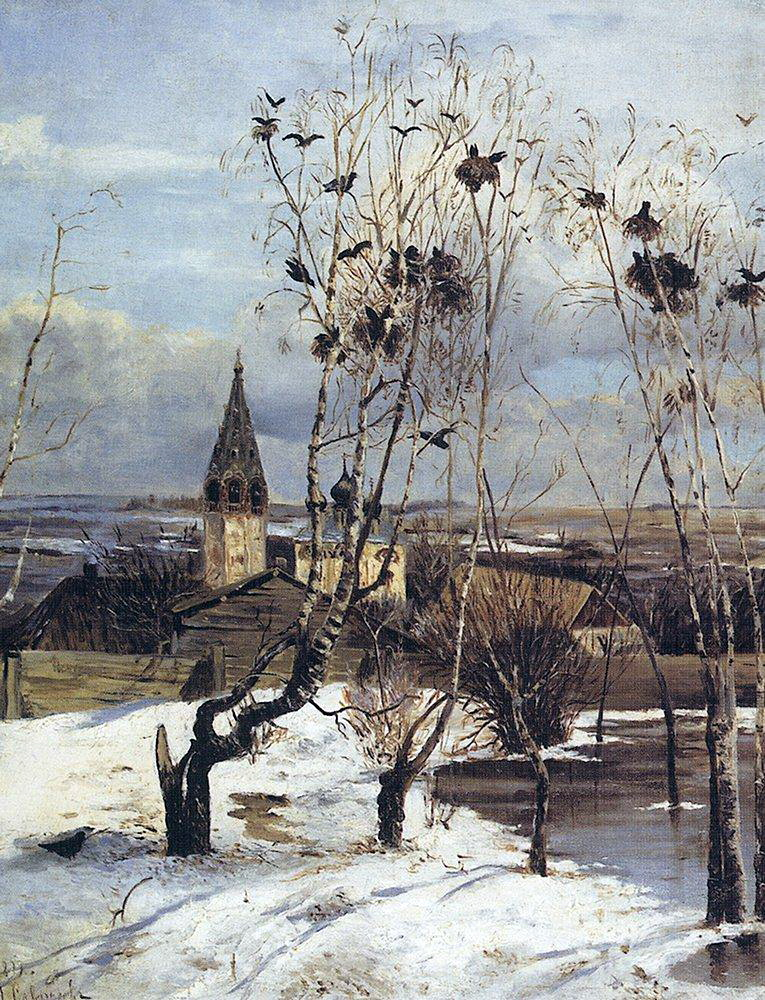
А. Саврасов Грачи прилетели. 1879
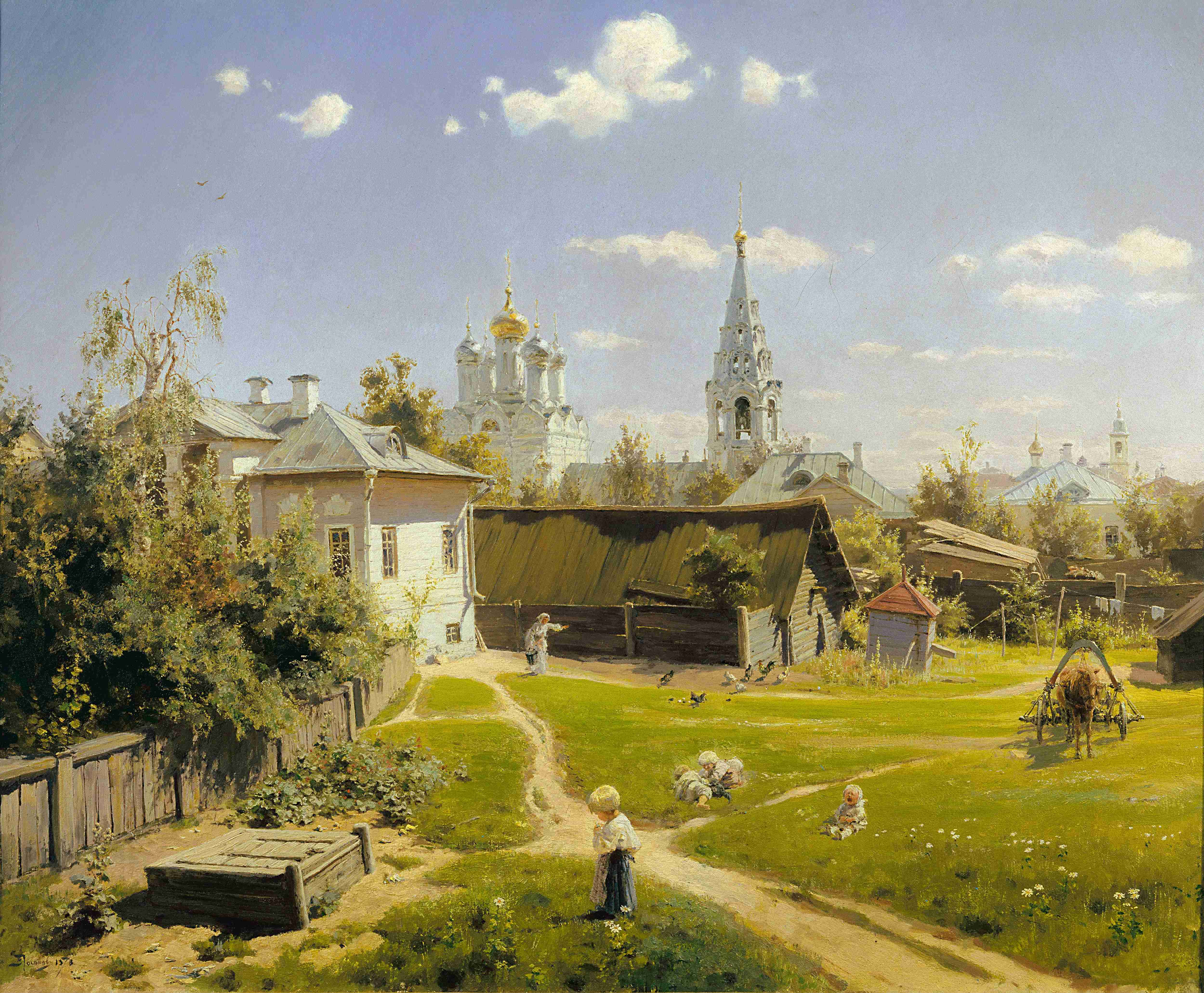
В. Поленов Московский дворик. 1874
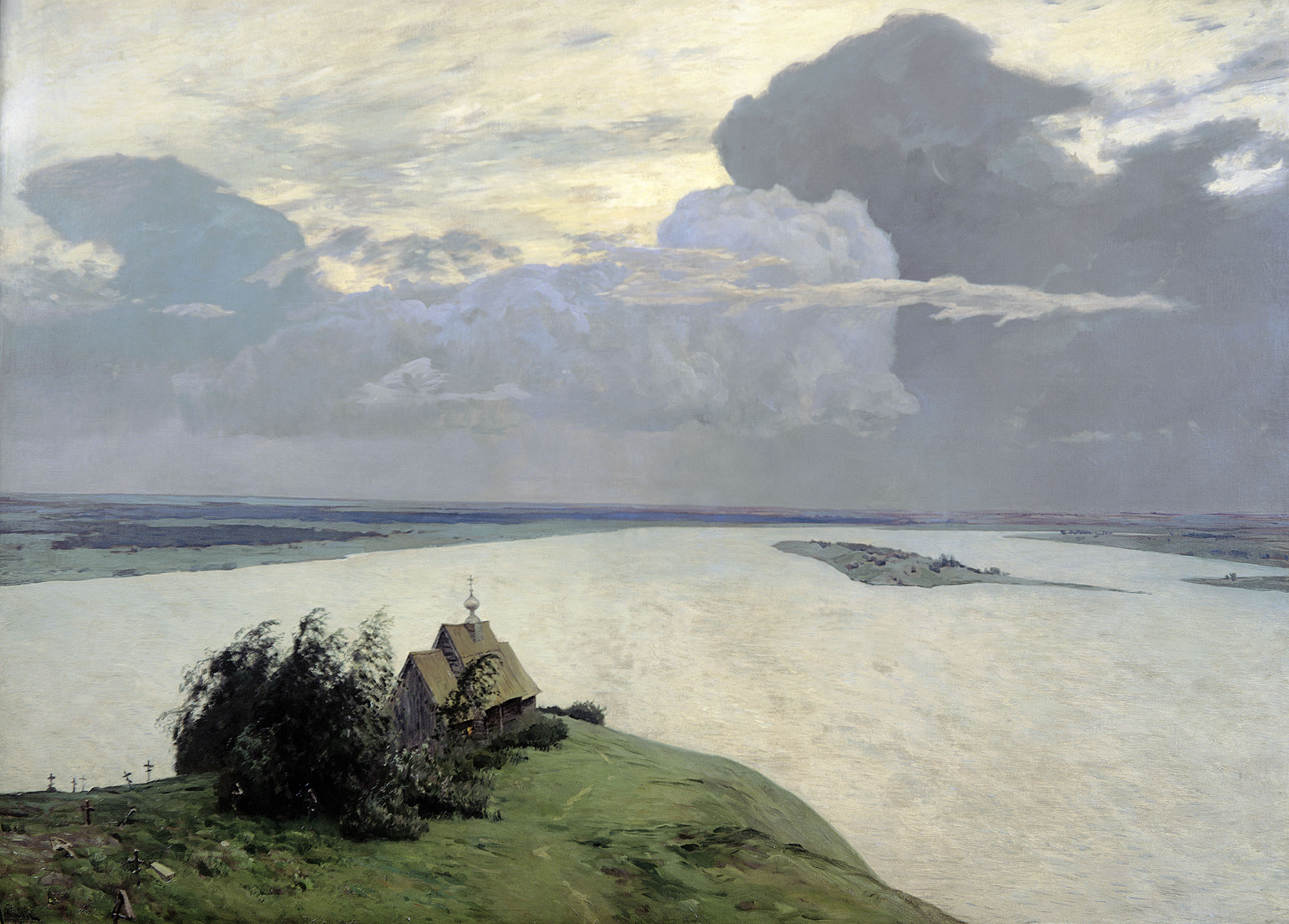
И. Левитан Над вечным покоем. 1894
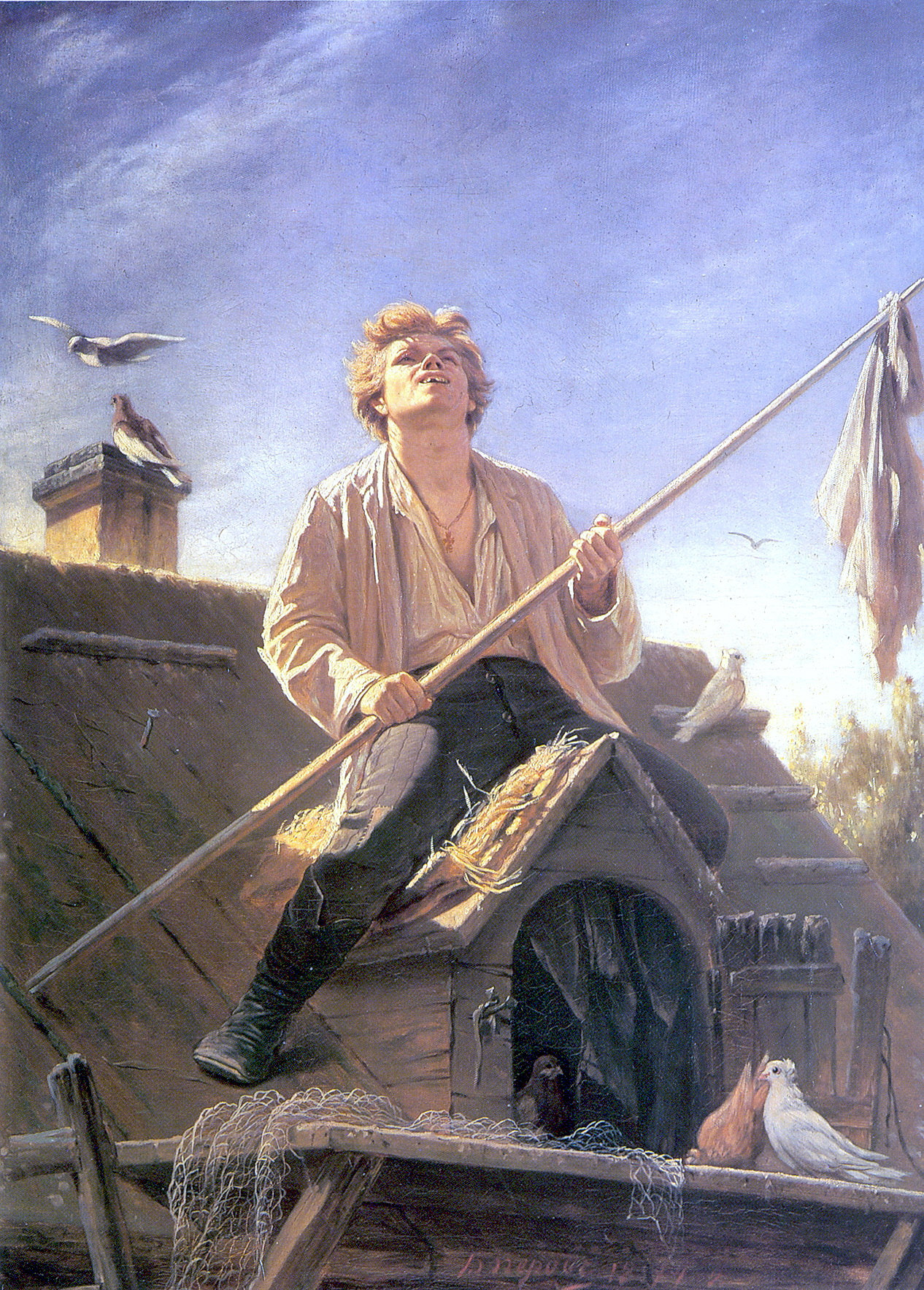
В. Перов Голубятник. 1874
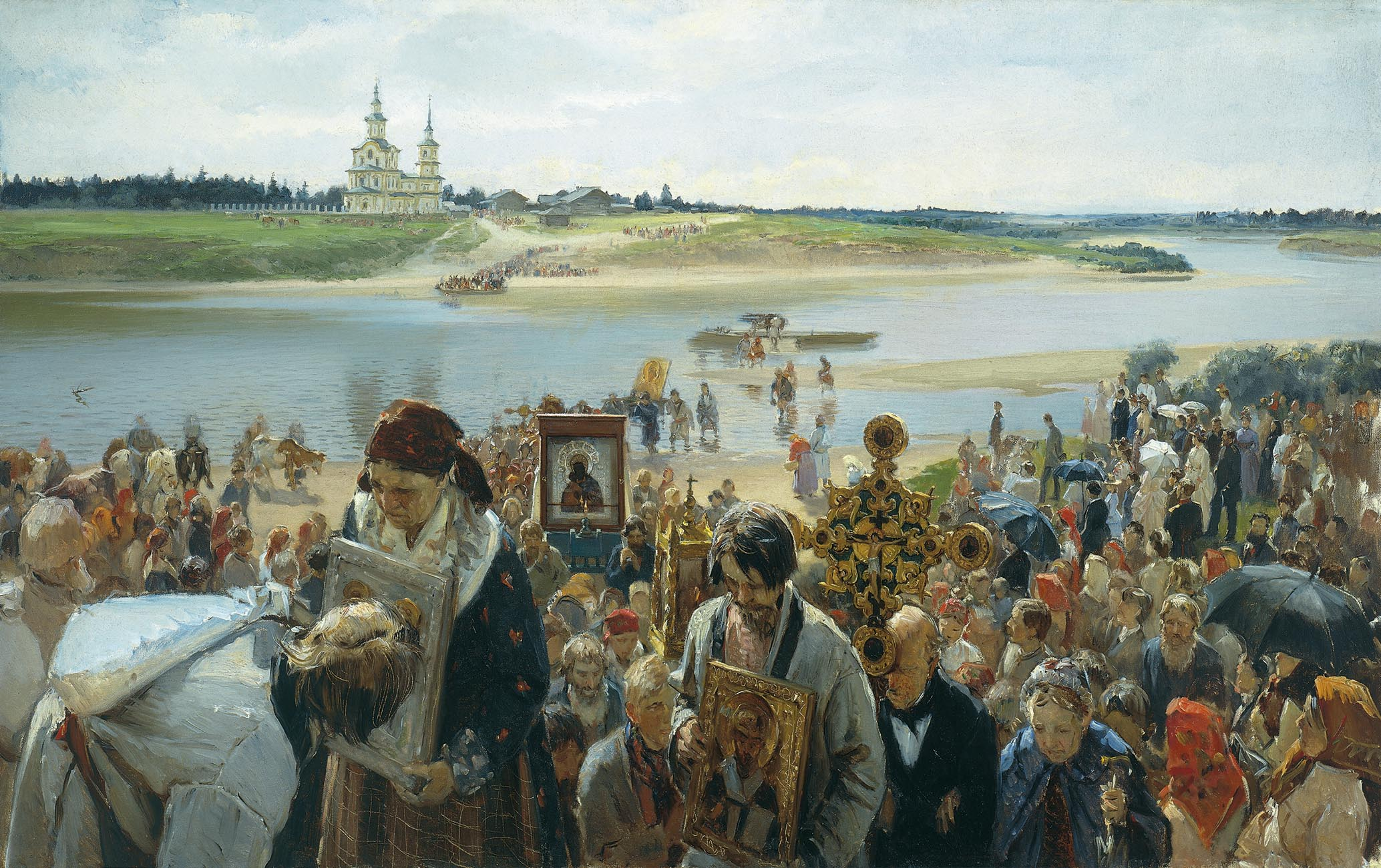
И. Прянишников Крестный ход. 1893
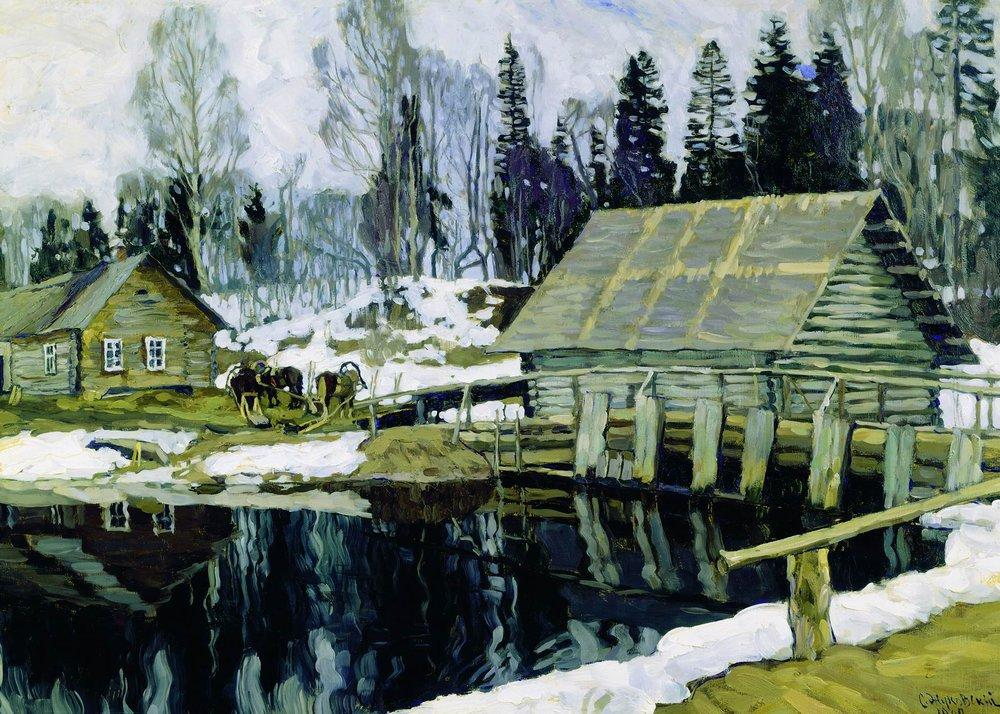
С. Жуковский Плотина. 1909
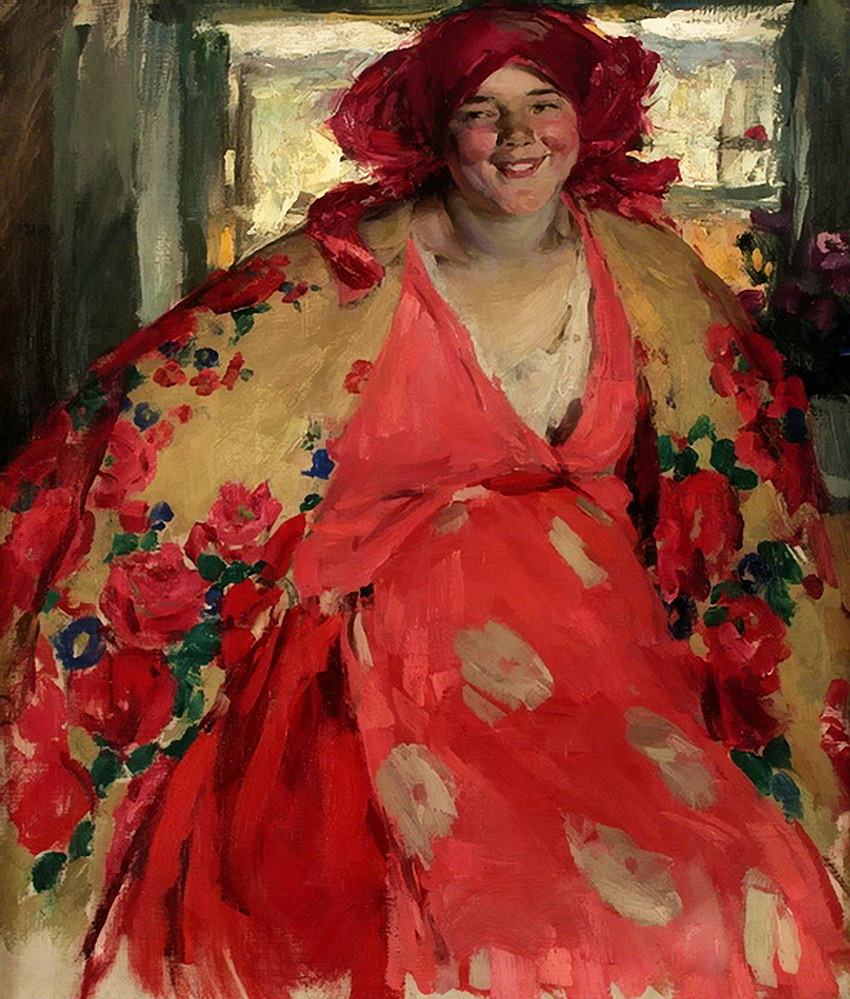
А. Архипов Улыбающаяся девушка. 1920-е
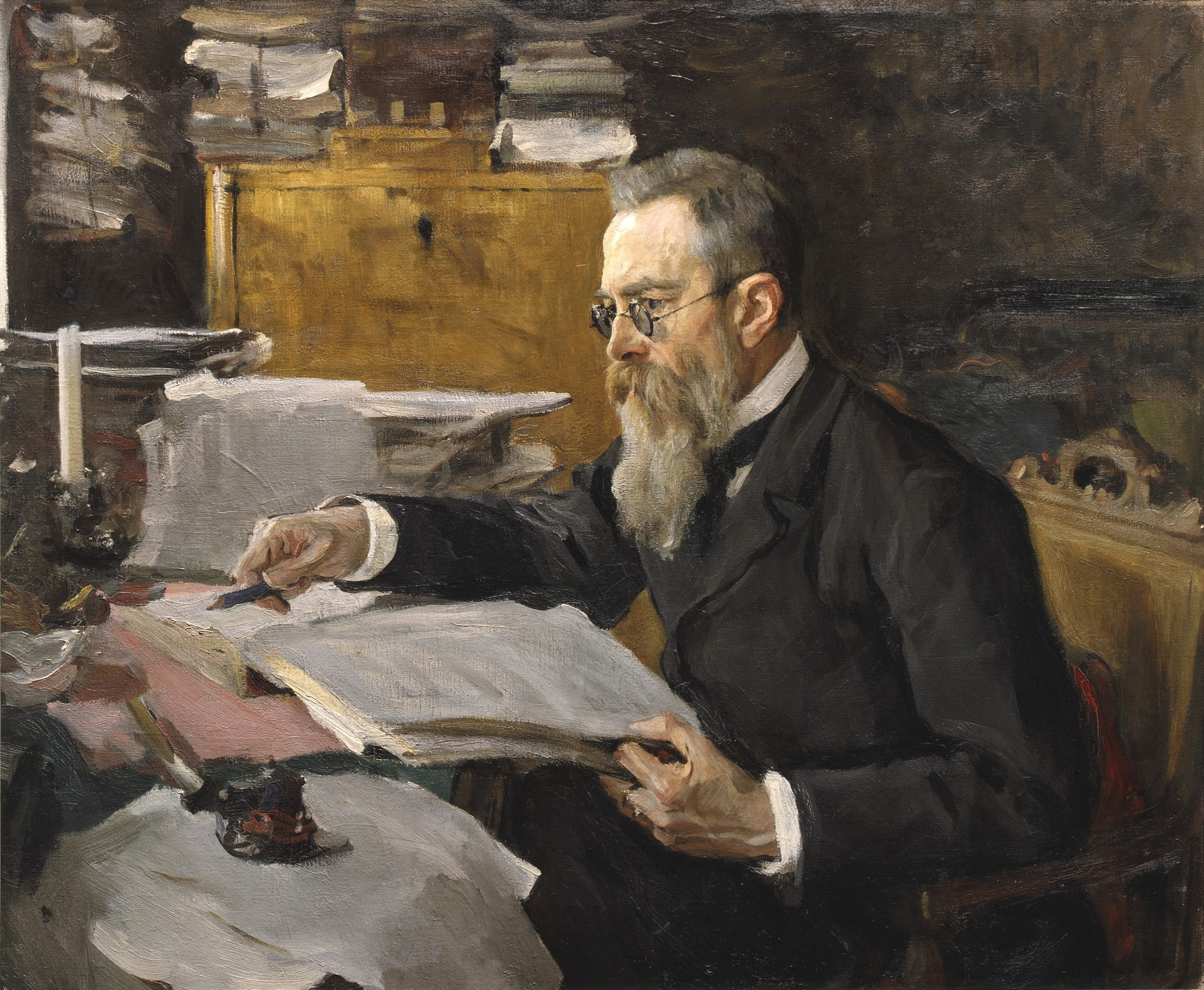
В. Серов Портрет Н. А. Римского-Корсакова. 1898
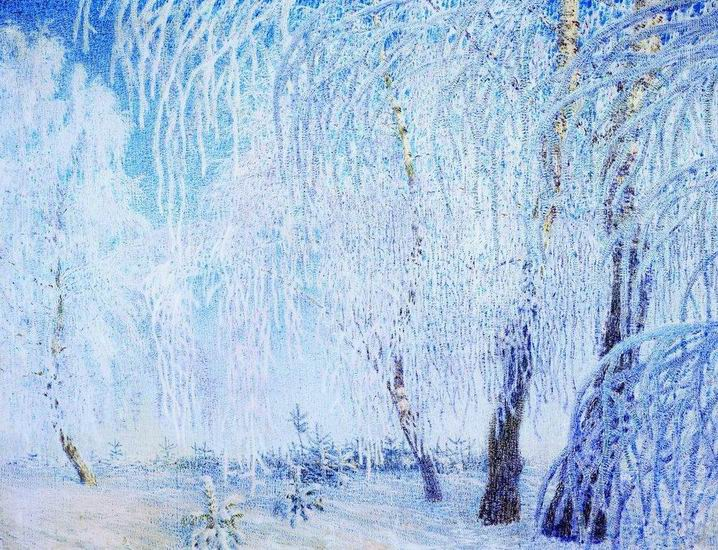
И. Грабарь Иней. 1915
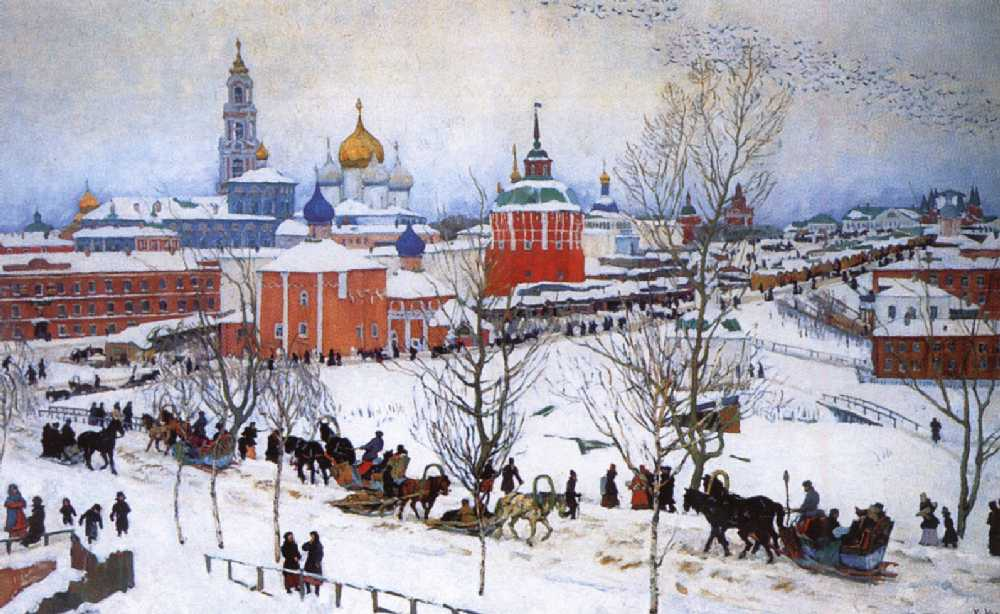
К. Юон Троице-Сергиева Лавра. 1911
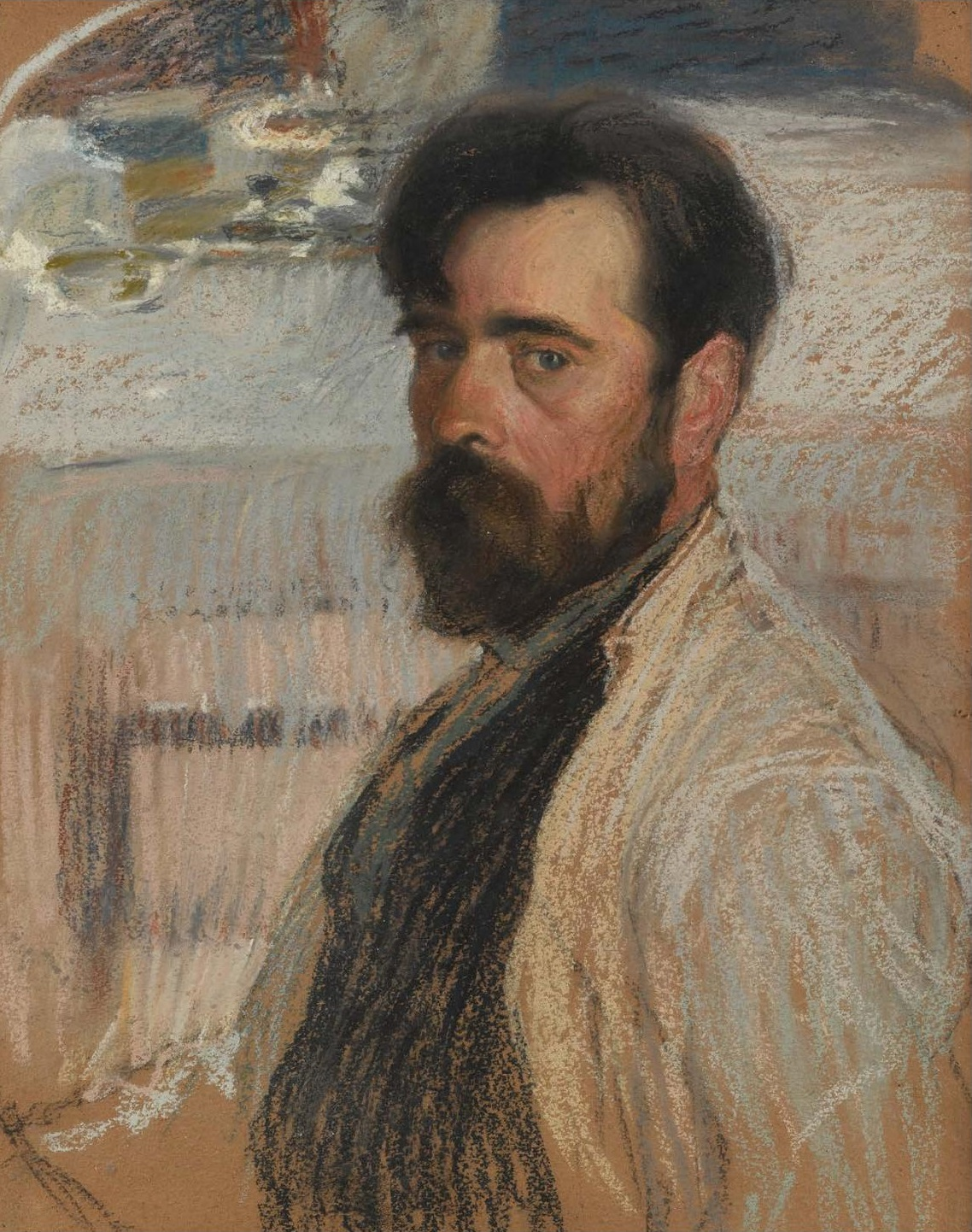
А. Корин Автопортрет. 1911
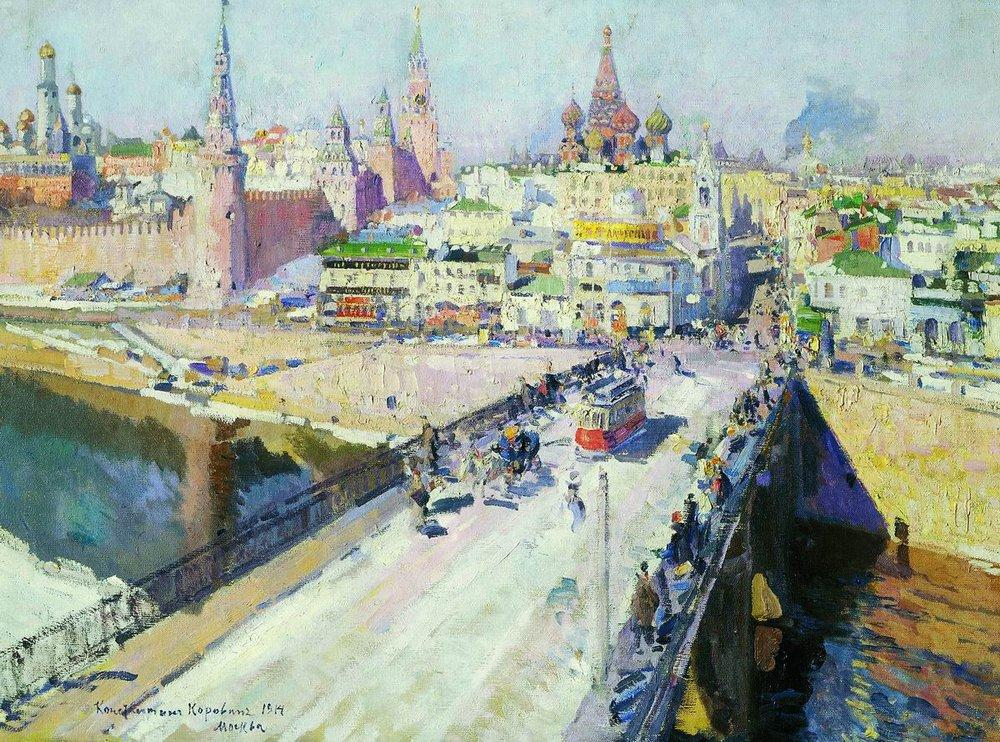
К. Коровин Замоскворецкий мост. 1914